# Kunstpreis der Kunststiftung NRW – Nam June Paik Award
Der Kunstpreis der Kunststiftung NRW – Nam June Paik Award  (bis 2023: Nam June Paik Award) ist ein deutscher Kunstpreis, der alle zwei Jahre vergeben wird. Der Preis wurde 2002 von der Kunststiftung NRW gestiftet und nach Nam June Paik, dem koreanischen Pionier der Videokunst, benannt.
Mit dem Jahr 2023 hat die Kunststiftung NRW den Preis neu aufgestellt und umbenannt. Ausgezeichnet werden internationale Künstler oder Kollektive.
Benannt nach dem vor allem für Nordrhein-Westfalen wegweisenden Medienkünstler Nam June Paik, richtet sich der Preis an Künstler und Kollektive aller Genres. Die von einer international besetzten Jury ausgezeichneten Gewinner erhalten neben dem Preisgeld in Höhe von 25.000 Euro eine Einzelausstellung und eine Publikation in Zusammenarbeit mit einer Partnerinstitution in NRW.
Für den Kunstpreis der Kunststiftung NRW wird eine internationale Vorschlagsjury berufen. Die Nominierten sind eingeladen, einen ortsspezifischen Entwurf für die Partnerinstitution zu erarbeiten. Über den Gewinnerentwurf entscheidet anschließend eine ebenfalls international besetzte Auswahljury.

## Preisvergabe bis 2018
Eine international besetzte Auswahljury nominierte sechs bis acht Künstler oder Kollektive für eine Ausstellung, die bisher an wechselnden Orten im Rheinland, Münsterland oder Ruhrgebiet stattfand. Einer der nominierten Teilnehmer wird durch eine Preisjury ausgewählt und erhält den mit 25.000 € dotierten Hauptpreis. Der bis einschließlich 2016 gleichzeitig vergebene NRW-Förderpreis war in der Auswahl auf Nachwuchskünstler aus Nordrhein-Westfalen beschränkt, und mit 15.000 € dotiert.

## Bisherige Preisverleihungen
10. Kunstpreis der Kunststiftung NRW – Nam June Paik Award (2023)
Der Preis findet in Kooperation mit dem Skulpturenmuseum Marl vergeben. Der Gewinner-Entwurf ist im Skulpturenpark Marl zu sehen. Die Auswahl-Jury nominierte:
- Mariechen Danz
- Alia Farid
- Camille Norment (Preisträgerin)
- Ahmet Öğüt
- Gala Porras-Kim

9. Nam June Paik Award (2018)
Die Ausstellung findet im Westfälischen Kunstverein in Münster statt. Die Auswahl-Jury nominierte:
- Andreas Angelidakis
- Melanie Bonajo
- Antoine Catala
- Hanne Lippard
- Sondra Perry (Preisträgerin)

8. Nam June Paik Award (2016)
Die Ausstellung fand im Museum Folkwang in Essen statt. Die Auswahl-Jury nominierte:
- Trisha Baga
- Neïl Beloufa
- Katja Noviskova
- Malte Bruns
- Henning Fehr & Philipp Rühr

Die Preisträgerin und Preisträger waren:
- Lawrence Abu Hamdan, Beirut (Internationaler Award)
- Tamaki Watanabe & Walter Zurborg, Deutschland (Nationaler Award)

7. Nam June Paik Award (2014)
Die Ausstellung fand in den Kunstmuseen Krefeld statt. Die Auswahl-Jury nominierte:
- Cory Arcangel
- Ulf Arminde
- Thomson & Craighead
- Vera Drebusch
- Henning Fehr & Philipp Rühr
- Pauline M'barek
- Lukas Marxt
- Shana Moulton

Die Preisträgerin und der Preisträger, ausgewählt von der Preis-Jury, waren:
- Camille Henrot, USA/Frankreich (Hauptpreis/Internationaler Award)
- Manuel Graf, Deutschland (Förderpreis/Nationaler Award)

6. Nam June Paik Award (2012)
Die Ausstellung fand im Kunstmuseum Bochum statt. Die Auswahl-Jury – bestehend aus Ory Dessau, Manu Park und Eva Schmidt – nominierte:
- Burak Arikan
- Cevdet Erek
- Florian Hecker
- Thomas Köner
- Gisela Motta und Leandro Lima
- Nomeda & Gediminas Urbonas
- Carlos Fadon Vicente

Die Preisträger, ausgewählt von der Preisjury, waren:
- Cevdet Erek, Türkei (Hauptpreis)
- Céline Berger, Frankreich (Förderpreis)

5. Nam June Paik Award (2010)
Die Ausstellung fand im Museum Kunstpalast in Düsseldorf statt. Die Auswahl-Jury unter Vorsitz von Udo Kittelmann von der Nationalgalerie Berlin nominierte:
- 4nchor5 la6, Japan
- Ei Wada a.k.a. Crab Feet, Japan
- Hajnal Németh, Ungarn
- Chelpa Ferro, Brasilien
- Ali Kazma, Türkei
- Rosa Barba, Italien, Deutschland
- Eike, Ungarn, Deutschland
- Ignas Krunglevicius, Norwegen, Litauen

Die Preisträger, ausgewählt von der Preisjury, waren:
- Rosa Barba, Italien, Deutschland (Hauptpreis)
- Ali Kazma, Türkei (Hauptpreis)
- Congress, Düsseldorf (Förderpreis)
- Erika Hock, Düsseldorf (Förderpreis)

4. Nam June Paik Award (2008)
Die Ausstellung fand im Wallraf-Richartz-Museum in Köln statt. Die Auswahl-Jury unter Vorsitz von Udo Kittelmann vom MMK nominierte:
- BCL / Shiho Fukuhara & Georg Tremmel, Japan/Großbritannien
- Tatiana Blass, Brasilien
- GIA Grupo de Interferência Ambiental, Brasilien
- Julia Meltzer und David Thorne, USA
- Johanna Reich, Deutschland (vormals Förderpreisträgerin)

Die Preisträger, ausgewählt von der Preisjury unter Vorsitz von Kuball, waren:
- Attila Csörgő, Ungarn (Hauptpreis)
- Adriane Wachholz, Münster (Förderpreis)
- Thorsten Hallscheidt, Köln (Förderpreis)

3. Nam June Paik Award (2006)
Die Ausstellung fand im Museum für Angewandte Kunst in Köln statt. Die Auswahl-Jury unter Vorsitz von Udo Kittelmann nominierte:
- Allora & Calzadilla, Puerto Rico
- Matthew Buckingham, USA
- Ceal Floyer, Großbritannien
- Marcellvs L., Brasilien
- Robert Langh, Ungarn
- ressentiment, Japan
- Stephen Vitiello, USA

Die Preisträger, ausgewählt von der Preis-Jury unter Vorsitz von Raimund Stecker, waren:
- Abu Ali * Toni Serra, Spanien/Marokko (Hauptpreis)
- Johanna Reich, Deutschland (Förderpreis)

2. Nam June Paik Award (2004)
Die Ausstellung fand in der Phoenixhalle in Dortmund in Kooperation mit dem dortigen Hartware MedienKunstVerein statt. Nominiert waren:
- Szabolcs KissPál, Ungarn
- Akram Zaatari, Libanon
- xonemo (Kensuke Sembo, Yae Akaiwa), Japan
- Ryota Kuwakubo, Japan
- The User, (Thomas McIntosh, Emmanuel Madan), Kanada
- Lucien Samaha, USA

Die Preisträger waren:
- Angela Detanico und Rafael Lain, Brasilien. (Hauptpreis)
- Maja Ilic, Gleb Choutov, Maxim Tyminko, Köln (Förderpreis)

1. Nam June Paik Award (2002)
Die Ausstellung fand im NRW-Forum in Düsseldorf statt. Nominiert waren:
- Zoe Beloff, Schottland / USA
- Anna Koleichuk, Russland
- Paul de Marini, USA
- Eder Santos, Brasilien
- Zoltán Szegedy-Maszák, Ungarn

Die Preisträger waren:
- Herwig Weiser, Österreich (Hauptpreis)
- Tilmann Roth, Köln (Förderpreis)